# 아이폰 11 프로
아이폰 11 프로(iPhone 11 Pro)와 아이폰 11 프로 맥스 (iPhone 11 Pro Max)는 아이폰 11의 상위 호환되는 애플의 스마트폰이며 2019년 9월에 아이폰11과 같이 출시되었다. 아이폰 11 프로는 아이폰 11과 달리 후면 카메라 렌즈가 3개 있다. 그리고 아이폰 11 프로는 iOS 13 운영체제가 탑재된 스마트폰이다.
2020년 10월 13일, 애플의 이벤트를 앞두고 단종되었다.

## 역사
정식 출시 몇 달 전부터 스마트폰의 전체 사양, 렌더링, 실제 이미지 등이 공개되는 등 스마트폰 관련 세부 사항이 널리 유출됐는데, 카메라의 진보와 전면 카메라의 '노치' 디자인이 이어지는 등 상당 부분 맞는 것으로 드러났다. 아이폰X 이후로. 다만 일부 누수는 쌍방 충전이 포함된 등 잘못된 것으로 드러났다. 공식 출시 행사 초대장은 애플 로고를 형성하기 위해 구성된 레이어드 컬러 유리 요소를 언론에 보냈는데, 일부 리뷰어들은 애플의 원래 로고와 유사점을 그려서 폰에 새로운 색상을 제안했고, 애플이 이전에 새로운 카메라 디자인을 출원한 특허권도 받았다.
아이폰 11과 11 프로는 2019년 9월 10일 미국 캘리포니아주 쿠퍼티노에 위치한 스티브 잡스 극장에서 열린 언론 행사에서 공개되었다. 이 행사는 아이폰 외에도 애플워치, 아이패드, 애플TV+, 애플아케이드 등 다양한 제품과 서비스를 선보였다. 아이폰 11 프로는 기본 가격 999달러부터, 대형 화면 프로 맥스는 1099달러부터 선주문이 시작되었다. 이 아이폰은 9월 20일에 출시되었다.
2020년 10월 13일, 아이폰 12 프로와 아이폰 12 프로 맥스가 발표되면서 아이폰 11 프로와 11 프로 맥스는 애플의 공식 웹사이트에서 판매에서 제외되었다.

## 디자인
아이폰 11 프로는 골드, 실버, 스페이스 그레이, 미드나잇 그린으로 출시되는데, 이전에는 아이폰에서 사용할 수 없었던 새로운 색상이다. 전면에는 아이폰 XS와 마찬가지로 12MP 트루딥 카메라 시스템과 스피커가 포함된 디스플레이 컷이 있다. 아이폰 XS와 비교해 가장 눈에 띄는 차이점인 더 큰 사각형의 돌기에 3개의 렌즈와 플래시를 장착한 새로운 후면 카메라 디자인도 있다. 애플 로고는 이제 글자가 없는 기기 뒷면 중앙에 배치됐고, 다른 유리 뒷면 아이폰에서 볼 수 있는 광택 마감과 달리 유리가 프로스팅 매트 마감 처리됐다.
| 색 | 이름            |
| -- | --------------- |
|    | 실버            |
|    | 스페이스 그레이 |
|    | 골드            |
|    | 미드나잇 그린   |

## 사양

### 하드웨어
용량은 64GB, 256GB, 512GB이다.
달라진점은 IP68(4m 30분)방수가 지원되고 프로세서가 A13으로 바뀐 것, 배터리 용량이 커진 것, 디스플레이가 Super Retina XDR로 바뀌었으며 카메라가 3개로 늘어 초광각 영역을 찍을 수 있고, 아이폰에서도 야간모드를 지원하게 되어 저조도 사진을 전작보다 훨씬 밝고 선명하게 찍을 수 있다. 부가적인 업그레이드로는 슬로피 지원, Face ID 속도 향상 등이 있다.
11 프로, 11 프로 맥스의 디스플레이는 Super Retina XDR으로불린다.
11 프로의 배터리는 3,110mAh이고 전작인 Xs는 2,658mAh이다.
11 프로 맥스의 배터리는 3,190mAh이고 전작인 Xs 맥스는 3,147mAh이다.

### 디스플레이
아이폰 11 프로는 5.85인치(5.8인치) OLED 디스플레이에 2436 x 1125픽셀(458ppi에서 270만 화소)을, 아이폰 11 프로 맥스는 6.46인치(6.5인치)에 2688 x 1242픽셀(4530만 화소)의 해상도를 갖췄다. 두 모델 모두 200만:1 대비의 슈퍼 레티나 XDR 디스플레이와 트루딥트 카메라 시스템 및 스피커를 위한 노치가 상단에 있는 것이 특징이다. 애플은 이 디스플레이를 "미니 애플 프로 디스플레이 XDR"이라고 표현했다. 트루 톤과 와이드 컬러 디스플레이는 HDR을 지원하며 800니트의 표준 밝기와 1200니트의 최대 밝기를 제공한다. 그 화면은 지문에 강한 올레포비아 코팅이 되어 있다. 아이폰 11 프로와 아이폰 11 프로 맥스의 디스플레이는 삼성전자가 만들었다.

### 카메라
아이폰 11 프로와 프로 맥스는 모두 1200만 화소 후면 카메라를 탑재했다. 120도 시야와 2배 광학 줌의 초광각 렌즈 1개, 2배 광학 줌의 초광각 렌즈 1개, 2배 광학 줌의 초광각 렌즈 1개, 2배 광학 줌의 초광각 렌즈 1개가 있다. 버스트 모드와 영상안정화, HDR, 세로 모드 등 깊이 조절과 고급 보케 효과를 지원하며 아이폰11 프로에는 자동 나이트 모드도 탑재돼 저조도 환경에서 노이즈가 줄어 더 밝은 사진을 찍을 수 있다. 서로 다른 렌즈 사이에서 선택할 수 있는 스크롤 휠과 셔터 버튼을 길게 눌러 영상을 찍는 등 새로운 기능을 추가한 카메라 앱도 있다. 애플은 이미지 처리를 위해 인공지능과 머신러닝을 활용할 새로운 딥퓨전 기능도 발표했다.
아이폰 11 프로는 최대 60fps의 4K 비디오와 최대 240fps의 1080p의 슬로우 모션을 지원한다. 다만 애플은 60fps로 4K 촬영 시 전체 줌 범위(0.5배~6배)를 0.5배~1.5배, 1배, 2배까지로 제한하고 있다. 다른 모든 해상도/프레임 속도는 전체 줌 세트를 지원한다. 이 전화기는 또한 확대되는 영역에 오디오를 집중시키는 오디오 줌 기능도 갖추고 있다. 모든 카메라는 영상을 지원하지만, 오직 넓은 카메라와 망원 사진만이 광학 이미지 안정화를 제공한다. 멀티 카메라 녹화 기능을 통해 여러 대의 카메라로 동시에 영상을 캡처할 수 있다.
두 모델 모두 12 MP 트루디프 전면 카메라와 2.2 조리개를 갖추고 있다. 또한 전면 카메라는 최대 60fps의 안정적인 4K 비디오 녹화를 지원한다. 애플은 1080p에서 최대 120fps의 슬로우 모션 비디오 녹화를 전면 카메라에 추가했다. 이전 아이폰 모델과 마찬가지로 트루디프 시스템은 페이스ID와 애니모지에도 사용된다.

### 소프트웨어
iOS 13을 기본탑재했으며 iOS 15까지 업데이트 가능하다.

## 같이 보기
- 스마트폰 비교
- IOS 및 iPadOS 제품 목록
- 아이폰